# Gardneria ovata
Gardneria ovata är en tvåhjärtbladig växtart som beskrevs av Nathaniel Wallich. Gardneria ovata ingår i släktet Gardneria och familjen Loganiaceae. Inga underarter finns listade i Catalogue of Life.